# Neosidama longipes
Neosidama longipes – gatunek kosarza z podrzędu Laniatores i rodziny Assamiidae. Jedyny znany przedstawiciel monotypowego rodzaju Neosidama.

## Występowanie
Gatunek występuje w Tanzanii.